# 蛤志るこ

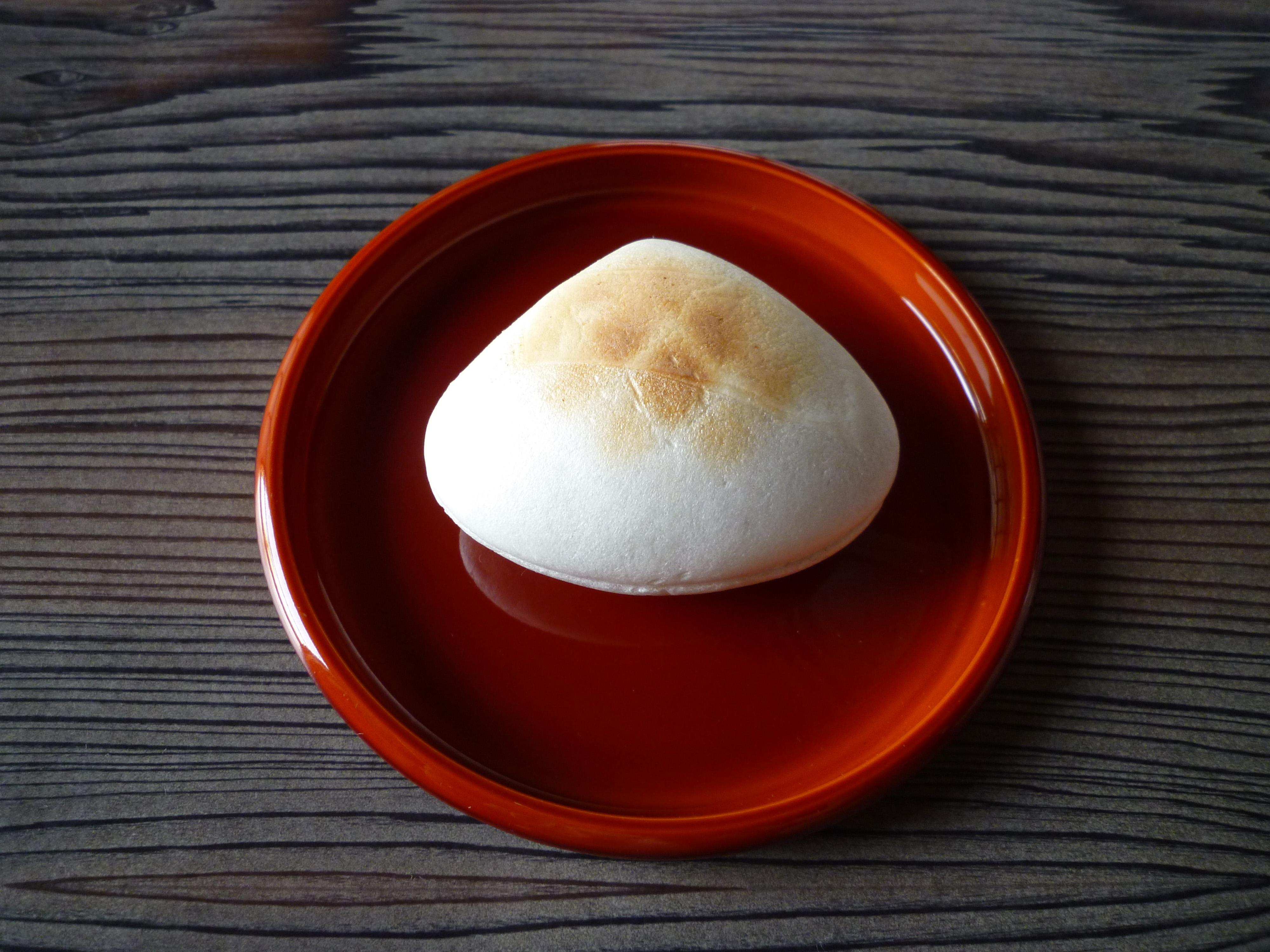
蛤志るこ（三重県桑名市）

蛤る（はまぐりしるこ）は、懐中汁粉の一種。「しるこ」の「し」及び「こ」の文字は、それぞれ「志」及び「古」を崩した変体仮名を用いるのが正式で、「蛤志るこ」のほかに「蛤志る古」、「蛤しるこ」などとも表記される。三重県桑名市や大分県中津市の銘菓とされる。

## 概要
蛤の形状をかたどった最中の中に、乾燥した小豆餡とあられが入っている。椀内で最中を半分に割ったり穴を開けたりして、湯をかけて溶くと即席の汁粉になる。

### 三重県桑名市の蛤志るこ
三重県桑名市で蛤志るこの製造・販売を行う和菓子店は複数あるが、代表的な店としては、1895年（明治28年）創業の玉川軒老舗（相川町）があげられる。開始年代ははっきりしないが、初代当主の頃から製造を行っている。原材料は砂糖、小豆、馬鈴薯澱粉、もち米、葛粉、塩。もち米で作られた最中は桑名名産の蛤をかたどったもので、表面は炭火で焼かれ、こげ目がついている。原材料に葛が用いられているため、とろりとした食感がある。土産物、外出時の携帯用の汁粉などとして親しまれている。
他に、花乃舎（南魚町）、亀良菓子舗（入江葭町）などでも蛤志るこの製造・販売が行われている。

### 大分県中津市の蛤志るこ
大分県中津市の蛤志るこは、1924年（大正13年）創業の武蔵屋総本店（中津市牛神）が製造・販売を行っている。初代当主が1927年（昭和2年）に作り上げたとされる。
周防灘に面した遠浅の海岸で採れる蛤や、群れ飛ぶ千鳥に想を得たもので、蛤をかたどった最中の中には餡のほかに紅白の千鳥のあられが入っている。第17回全国菓子大博覧会で名誉金賞を受賞している。あずき味のほかに抹茶味もある。